# 井上圭一
井上 圭一（いのうえ けいいち、1951年10月4日 - ）は、静岡県富士市出身の元プロ野球選手（投手）。右投右打。

## 来歴・人物
静岡県立吉原工業高校から三菱重工川崎（1970年に三菱自動車工業川崎工場となる）に進み、池田善吾とともに左右の二本柱として活躍した。1970年11月、東映フライヤーズからドラフト2位指名を受けるも、入団を拒否。
1971年の都市対抗に出場し、1回戦で新日鐵広畑の三沢淳らと投げ合うが敗退。同年11月のドラフト会議で、ロッテオリオンズに全体1位で指名される。しかし交渉権を保留して翌1972年の都市対抗に出場。準々決勝では電電九州を相手に先発、勝利投手となる。チームは決勝まで進出するが、日本楽器の新美敏に完封を喫し、準優勝にとどまる。他のチームメイトに原田俊治、鈴木博昭、永尾泰憲（いすゞ自動車から補強）らがいた。その後、ドラフト最終期限前にロッテオリオンズに入団した。
オリオンズでは1年目から公式戦登板を果たすが、僅か4試合に投げただけで、2年目は肘の故障などの影響で活躍できなかった。
1974年オフ、池辺巌と共に、鈴木皖武・上辻修・小川清一・森山正義・平山英雄との交換トレードで阪神タイガースへ移籍。しかしタイガースでは公式戦登板の機会がなく、1年在籍しただけで退団。24歳の若さでプロ球界から去った。その後は、地元で会社勤務。
得意球は直球とカーブ、シュート、チェンジアップも稀に投げた。

## 詳細情報

### 年度別投手成績
| 年 度    | 球 団    | 登 板 | 先 発 | 完 投 | 完 封 | 無 四 球 | 勝 利 | 敗 戦 | セ 丨 ブ | ホ 丨 ル ド | 勝 率 | 打 者 | 投 球 回 | 被 安 打 | 被 本 塁 打 | 与 四 球 | 敬 遠 | 与 死 球 | 奪 三 振 | 暴 投 | ボ 丨 ク | 失 点 | 自 責 点 | 防 御 率 | W H I P |
| -------- | -------- | ----- | ----- | ----- | ----- | -------- | ----- | ----- | -------- | ----------- | ----- | ----- | -------- | -------- | ----------- | -------- | ----- | -------- | -------- | ----- | -------- | ----- | -------- | -------- | ------- |
| 1973     | ロッテ   | 4     | 1     | 0     | 0     | 0        | 0     | 0     | --       | --          | ----  | 21    | 4.2      | 3        | 1           | 3        | 0     | 0        | 1        | 0     | 0        | 4     | 0        | 0.00     | 1.29    |
| 通算:1年 | 通算:1年 | 4     | 1     | 0     | 0     | 0        | 0     | 0     | --       | --          | ----  | 21    | 4.2      | 3        | 1           | 3        | 0     | 0        | 1        | 0     | 0        | 4     | 0        | 0.00     | 1.29    |

### 記録
- 初登板：1973年4月18日、対日拓ホームフライヤーズ前期2回戦（後楽園球場）、5回裏から3番手で救援登板、2回無失点
- 初先発登板：1973年4月22日、対阪急ブレーブス前期4回戦（後楽園球場）、2/3回4失点（自責点0）で勝敗つかず

### 背番号
- 19（1973年 - 1974年）
- 43（1975年）